# Рохас, Клара
Клара Рохас (исп. Clara Rojas) — колумбийский юрист, преподаватель университета и руководитель предвыборной кампании бывшего сенатора и кандидата в президенты Ингрид Бетанкур.

## Биография
Клара Рохас родилась 20 декабря 1964 года в Боготе. Окончила юридический факультет Университета Росарио в Боготе. 23 февраля 2002 года Рохас была похищена вместе с Ингрид Бетанкур боевиками вооружённой группировки ФАРК близ Сан-Висенте-дель-Кагуана во время поездки по южным районам страны. После похищения Клара Рохас была названа в качестве вице-президента в случае победы на выборах Бетанкур. Шесть последующих лет прошли для Клары в плену. Здесь Клара Рохас забеременела от одного из боевиков и родила мальчика Эммануэля. Боевики отобрали восьмимесячного ребёнка у матери под предлогом его болезни, требующей медицинской помощи, хотя фактически его отдали на воспитание крестьянской семье. После своего освобождения из плена, которое было осуществлено при дипломатическом участии президента Венесуэлы Уго Чавеса, она написала книгу «Пленник», которая была переведена на более чем 13 языков. Спустя три года Клара Рохас нашла своего сына, и семья воссоединилась. Отец ребёнка трагически погиб во время одной из партизанских вылазок. В 2010 году Рохас стала исполнительным директором фонда Pais Libre, который уже более 20 лет помогает в реабилитации жертвам похищений. В конце 2012 года Клара Рохас была приглашена в качестве одной из 60 жертв конфликта представлять потерпевших за столом мирных переговоров с ФАРК в Гаване.